# Regine Feigl
Regine Feigl foi uma empreendedora polaco-brasileira, engenheira química e benfeitora de diversas instituições brasileiras. Veio da Polônia para o Brasil com seu marido Fritz Feigl (um já renomado químico) e o filho Hans fugindo da Segunda Guerra na Europa. A partir do método de extração da cafeína desenvolvido pelo marido, montou uma fábrica que vendeu sua produção para a Coca-Cola. No ramo imobiliário, uma de suas empresas participou na construção do prédio Av. Central, o maior da cidade do Rio de Janeiro para na época. 